# Датско-сомалийские отношения
Датско-сомалийские отношения — двусторонние дипломатические отношения между Данией и Сомали.

## История
Дипломатические отношения между странами были созданы 9 июля 1960 года, вскоре после того, как была провозглашена независимость Сомали. 
Во время президентства Мохамеда Сиада Барре сотрудничество между Сомали и Данией начало укрепляться. Так, Датское агентство по международному развитию предоставило кредит в размере 1,4 млн $ на развитие рыбохозяйственной отрасли Сомали. Кроме того, сомалийское и датское министерства иностранных дел подписали кредитное соглашение в 1981 году, по которому Сомали было предоставлено 45 млн датских крон (8,284410 млн $) для финансирования импорта датских товаров, а также на покрытие расходов по закупкам датских оборудований и услуг. 
В сентябре 1992 года министр иностранных дел Дании Уффе Эллеманн Йенсен и несколько других высокопоставленных лиц МИДа посетили южную часть Сомали, став первой иностранной делегацией, которая сделала это с начала гражданской войны годом ранее. Датские власти в последующие годы поддерживали отношения с вновь созданным переходным национальным правительством Сомали и его преемником — Переходным федеральным правительством.
Последующее создание федерального правительства Сомали в августе 2012 года было приветствовано датскими властями, которые вновь подтвердили постоянную поддержку Данией правительства Сомали, территориальной целостности и суверенитету страны. В декабре 2013 года правительство Дании назначило Герта Агаарда Андерсена своим новым послом в Сомали — первым за последние 20 лет. Андерсен вручил верительные грамоты президенту Сомали Хасану Шейху Махмуду на церемонии в Могадишо. 

## Сотрудничество в целях развития
Первое официальное взаимодействие в области развития между Данией и Сомали относится к 1980 году. В течение следующих 17 лет Дания предоставила 532 млн датских крон Сомали, 63 % из которых были направлены на развитие страны, а 37 % на гуманитарную помощь беднейшим регионам страны. Эта помощь была сравнительно небольшой частью общего финансирования развития, которое Сомали получало в течение большого периода в качестве партнёра Дании. С 1984 по 1986 год Сомали получило 5,5 млн долларов США на развитие из Дании, что составили около 0,8 % от всей иностранной помощи. 
Датские инвестиционные проекты в Сомали впоследствии были отменены в 1991 году, сразу после начала гражданской войны. В 1992 году датские власти оказали помощь Сомали в размере 7,5 млн долларов, не указав точную сумму помощи на следующий 1993 год. Следующую дотацию Сомали получило от Дании и Германии в размере 4,5 млн долларов только в 2000 году, но они предназначались для разминирования районов страны. С 2003 по 2006 год датские власти вложили 15 миллионов крон в проект по увеличению водных ресурсов в северо-западном районе Сомалиленда и в проект обеспечения водоснабжением Эригаво. 
С улучшением ситуации в области безопасности в Сомали министерство иностранных дел Дании в 2011 году разработало программу развития на основе активной дипломатии, увеличения безопасности, качественности управления, повышения уровня жизни, экономического роста и занятости. В рамках этой официальной программы датское правительство включило автономные регионы Пунтленд, Сомалиленд и Южное Центральное Сомали, в рамках программ «Интертек» по вопросам демократизации, мира и участия женщин. Оно также учредило и профинансировало Фонд Сомалиленда для ключевых областей. Дания организовала миссию ПРООН по гендерному равенству и поддержала создание благоприятных условий для бизнеса и частного рыболовства, а также маркетинг и институциональное развитие Сомали в отрасли животноводства. В общей сложности бюджет развития на 2011-14 годы составлял 364 млн датских крон, при этом 20 млн датских крон зарезервировали для мирных проектов в Сомали. 

## Дипломатические миссии
Дания имеет сомалийское посольство-нерезидент в кенийском городе Найроби. 

## См. Также
- Внешняя политика Сомали
- Внешняя политика Дании